# Воскетас
Воскета́с (арм. Ոսկեթաս) — село на западе Арагацотнской области, Армения. Село расположено в 12 км к северо-востоку от города Талина. В 2 км к югу расположено село Кармрашен, в 5 км к северу расположено село Зовасар, а в 7 км к западу расположено село Мастара. К востоку от села находится гора Арагац.
В сентябре 2002 года начались водостроительные работы комплекса Воскетас, по завершении которых 15 сел Талинского и Аштаракского районов будут обеспечены высококачественной водой, исходящей из родников склона Арагаца. Строительные работы проводят "Водострой Еревана" и "Албаст" компании. Общая длина водопровода приблизитрельно 29 км. В настоящее время пробурили уже 15 км, монтажировано 57 км труб. 19 июня 2006 года сильный град повредил посевные площади в селах Арагацотнской области, в том числе и в селе Воскетас. Размеры нанесенного ущерба уточняются. 21 июня 2006 года сильный дождь повредил 6 опор панельного моста на дороге Воскетас — Кармрашен.

## Выдающиеся уроженцы
- Арцвик Гарегинович Минася́н (арм. Արծվիկ  Մինասյան, 1 января 1972) — армянский политический и государственный деятель.[5][6]
- Овсепян Самвел[7]